# Piosenka dla Europy 2008
Piosenka dla Europy 2008 – polskie preselekcje do 53. Konkursu Piosenki Eurowizji, który odbył się w Belgrade Arena w Belgradzie. Finał eliminacji odbył się 23 lutego 2008 roku w Studiu 5 w siedzibie Telewizji Polskiej przy ul. Woronicza 17 w Warszawie, a wygrała je Isis Gee z utworem „For Life”.

## Przebieg konkursu

### Zgłaszanie utworów
Od 30 listopada 2007 można było zgłaszać utwory do siedziby polskiego nadawcy publicznego – Telewizji Polskiej (TVP). Wszystkie nadesłane propozycje musiały spełniać regulamin konkursu, przede wszystkim musiały posiadać tekst w języku polskim lub angielskim, trwać nie dłużej niż 3 minuty oraz nie mogły zostać opublikowane przed 1 października 2007. Każdy wykonawca (nie mógł to być debiutant) mógł zgłosić tylko jedną piosenkę. 2 stycznia 2008 minął termin nadsyłania utworów – zgłoszono ich ok. 100, z czego do finału eliminacji specjalna komisja sędziowska wybrała dziesięć z nich. W skład jury weszli: Piotr Klatt (przewodniczący komisji), Paweł Sztompke, Artur Orzech, Magda Czapińska, Zuzanna Łapicka-Olbrychska, Agata Krysiak, Ryszard Poznakowski, Robert Obcowski oraz Tomasz Deszczyński. Ostatecznie do stawki konkursowej zakwalifikowali się następujący wykonawcy:
1. Afromental („Thing We’ve Got”)
2. Edi Ann („Lovin’U”)
3. Isis Gee („For Life”)
4. Kasia Nova („The Devil”)
5. Margo („Dlatego walcz”)
6. Man Meadow („Viva La Musica”)
7. Sandra Oxenryd („Superhero”)
8. Starnawski & Urban Noiz („It’s Not a Game”)
9. Queens („I Say My Body”)
10. Krzysztof Zalewski („Kiełbasa”)

Ogłoszono także nazwiska pięciu artystów, którzy znaleźli się na tzw. liście rezerwowej, czyli zajęli miejsca 11. do 15.:
1. Plastic („Do Something”[11])
2. Grzegorz Kloc („Don’t Let the Fire Die”[12])
3. Michał Karpacki („Women to Love”)
4. Zenon Boczar („What’s Going On?”)
5. Kashmir („Czy to miłość czy zabawa?”)

Wiadomo również, że swoje propozycje wysłali też: Aisha i Delfin („Gdy nie ma Ciebie”), East Clubbers („Never Turn Away”), Patrycja Lipińska („Destiny”), Kravt („My Heart”), Jarosław Wist („Ja w Twoich oczach”), Video („Bella”), Honeys („Sexy Toy”), Żywiołak („Psychoteka”), Janusz Radek („Mozartella”), Ania Rusowicz („Pistolety z naszych serc”), Kostek Joriadis („Ten dzień”), Jay Delano („Angel”), Agata Torzewska, Paweł Stasiak, Marek Torzewski i Melanie Hazelrigg, Sara May, Sumptuastic i Charizma.

### Dzikie karty

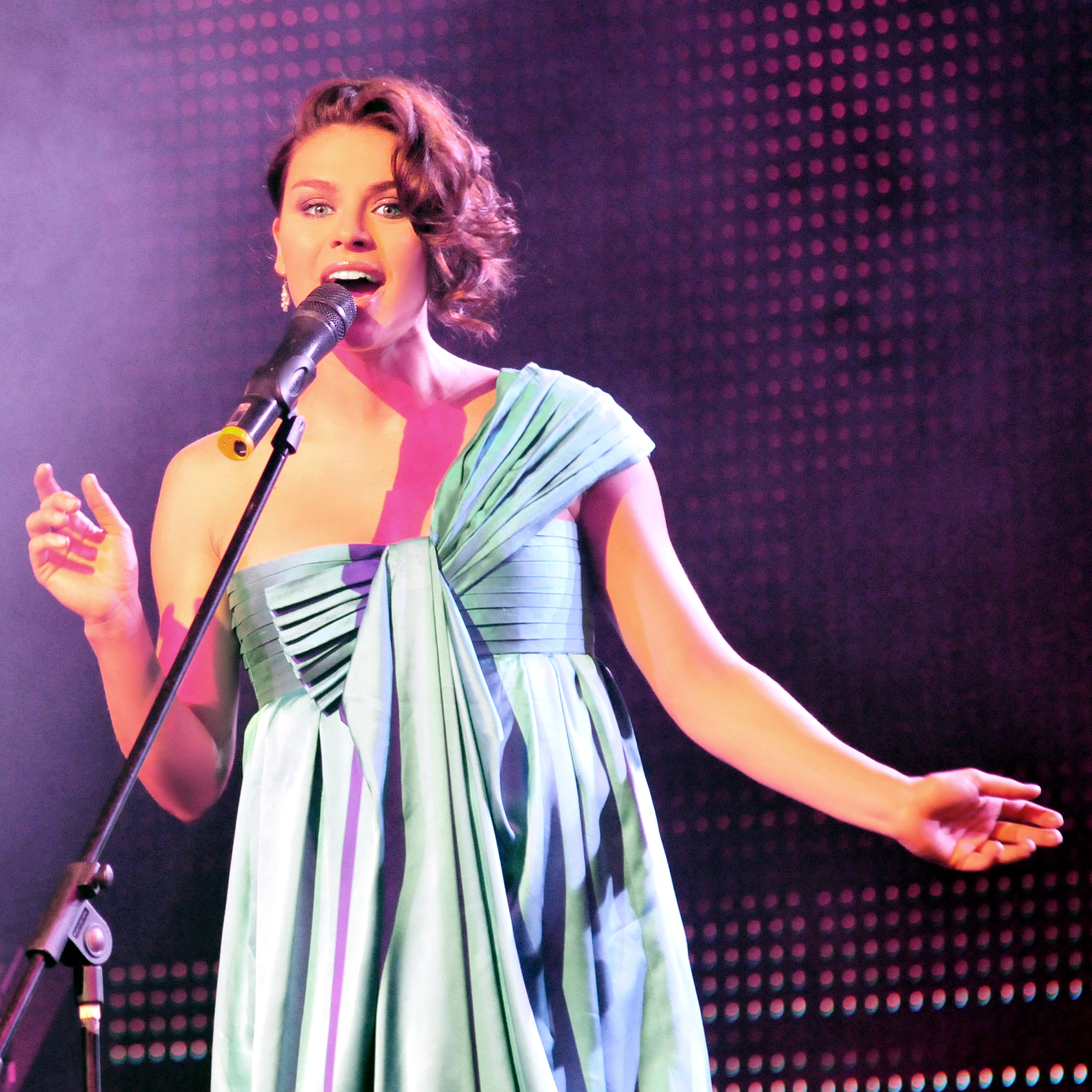
Natasza Urbańska – zdobywczyni jednej z trzech „dzikich kart” umożliwiających udział w finale eurowizyjnych selekcji bez wcześniejszych eliminacji

Telewizja Polska postanowiła przyznać wewnętrznie trzy tzw. „dzikie karty”. Otrzymać mogły je jedynie piosenki, które nie zostały odrzucone przez Komisję Konkursową Krajowych Eliminacji. Ostateczny okres przyznania „dzikich kart” przypadł na 8 lutego, a otrzymali je: Natasza Urbańska z utworem „Blow Over”, Izabela Kopeć („You’ve Got My Love”) oraz zespół Żywiołak („Noc Kupały”).

### Dyskwalifikacje
8 stycznia Redakcja Rozrywki TVP1 poinformowała o dyskwalifikacji jednej z zakwalifikowanych piosenek. Piosenka „Kiełbasa” Krzysztofa Zalewskiego naruszyła regulamin konkursu i została wykonana publicznie przed 1 października 2007 roku. Artysta zagrał piosenkę 15 września 2007 roku podczas koncertu w Warszawie z okazji „Dnia Kotana”. Tym samym, dziesiąte miejsce w finale zajął pierwszy rezerwowy uczestnik – zespół Plastic.
Dyskwalifikacja groziła także innemu finaliście – grupie Starnawski & Urban Noiz, której utwór „It’s Not a Game” posądzono o plagiat
„Nu Insista” Danieli Raduici, który został wykonany podczas rumuńskich preselekcji do Konkursu Piosenki Eurowizji 2007. 12 stycznia muzycy zdementowali pogłoski o naruszeniu praw autorskich. Kompozycja nie została wycofana, a formacja pojawiła się na oficjalnej liście przedstawiającej kolejność prezentacji konkursowej uczestników.
15 lutego, czyli osiem dni przed finałem preselekcji, ogłoszono dyskwalifikację zdobywcy jednej z „dzikich kart”, zespołu Żywiołak („Noc Kupały”), z powodu naruszenia regulaminu konkursu. W specjalnym oświadczeniu Redakcji Rozrywki TVP1 i Produkcji Krajowych Eliminacji 53. Konkursu Piosenki Eurowizji 2008 podano: piosenka „Noc Kupały” (pod innym tytułem według zgłoszenia na metryczce praw autorskich) została wykonana publicznie, na żywo podczas koncertu „Etniczne brzmienie kultur” w ramach Festiwalu Czterech Kultur, przed 1 października 2007 roku.

### Losowanie kolejności występów
29 stycznia w siedzibie Telewizji Polskiej odbyło się losowanie kolejności występów. W spotkaniu brali udział uczestnicy eliminacji bądź ich przedstawiciele.

### Prowadzący
20 lutego Telewizja Polska zdementowała plotki, jakoby Artur Orzech, dziennikarz muzyczny oraz wieloletni komentator Konkursu Piosenki Eurowizji, miał prowadzić polskie eliminacje do festiwalu. Dwa dni później portal WirtualneMedia podał nazwiska konferansjerów polskich selekcji do 53. Konkursu Piosenki Eurowizji, zostali nimi Radosław Brzózka oraz Katarzyna Sowińska.

### Kontrowersje
Przed finałem polskich eurowizyjnych selekcji pojawiły się pogłoski o faworyzowaniu przez Telewizję Polską Nataszy Urbańskej, jednej z uczestniczek konkursu. Zarówno nadawca, jak i sama wokalistka, zdementowali doniesienia.

## Wyniki

### Uczestnicy

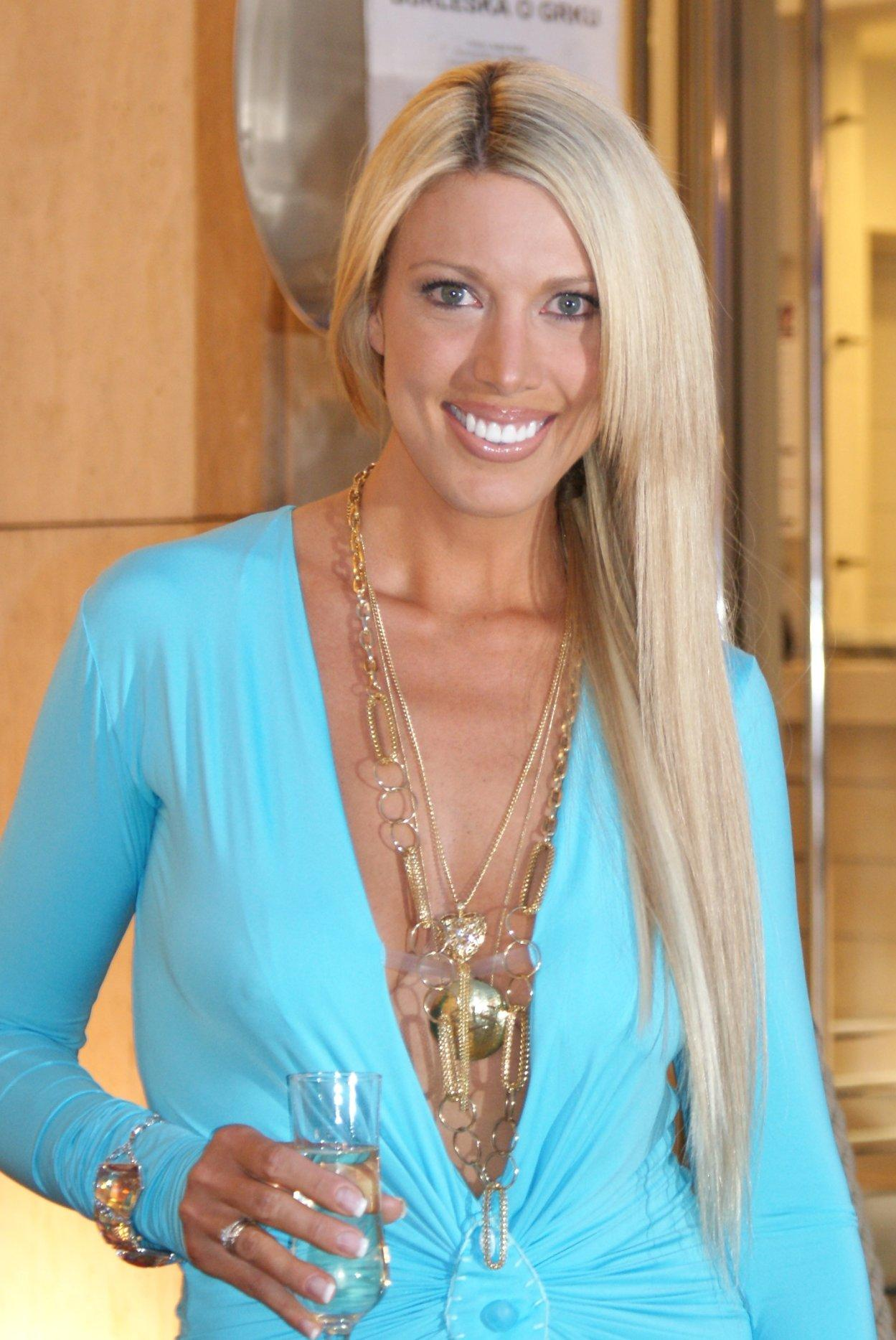
Isis Gee – zwyciężczyni polskich preselekcji Piosenka dla Europy 2008

Podczas preselekcji wyłaniającej zwycięzcę 50% głosów należało do jurorów a 50% do telewidzów, którzy głosowali za pomocą systemu audio-tele. Oddano 57 462 ważnych głosów.
| Lp. | Wykonawca               | Piosenka             | Język     | Wynik | Suma |
| --- | ----------------------- | -------------------- | --------- | ----- | ---- |
| 1   | Kasia Nova              | „The Devil”          | angielski | 11    | 1    |
| 2   | Edi Ann                 | „Lovin’ U”           | angielski | 4     | 12   |
| 3   | Izabela Kopeć           | „You’ve Got My Love” | angielski | 6     | 10   |
| 4   | Starnawski & Urban Noiz | „It’s Not a Game”    | angielski | 10    | 5    |
| 5   | Queens                  | „I Say My Body”      | angielski | 12    | 0    |
| 6   | Isis Gee                | „For Life”           | angielski | 1     | 24   |
| 7   | Man Meadow              | „Viva La Musica”     | angielski | 3     | 12   |
| 8   | Afromental              | „Thing We’ve Got”    | angielski | 9     | 7    |
| 9   | Plastic                 | „Do Something”       | angielski | 5     | 12   |
| 10  | Sandra Oxenryd          | „Superhero”          | angielski | 8     | 9    |
| 11  | Natasza Urbańska        | „Blow Over”          | angielski | 2     | 15   |
| 12  | Margo                   | „Dlatego walcz”      | polski    | 7     | 9    |

### Tabela punktacyjna
23 lutego ogłoszono nazwiska członków komisji sędziowskiej. W skład jury weszła piosenkarka Maryla Rodowicz (przewodnicząca komisji), dziennikarze muzyczni: Polskiego Radia Janusz Kosiński i Paweł Sztompke oraz Adrian Stanisławski, przedstawiciel Stowarzyszenia Miłośników Eurowizji OGAE Polska.
| Uczestnicy konkursu | Kasia Nova              | 1  | 0  | 1  |
| Uczestnicy konkursu | Edi Ann                 | 12 | 7  | 5  |
| Uczestnicy konkursu | Izabela Kopeć           | 10 | 4  | 6  |
| Uczestnicy konkursu | Starnawski & Urban Noiz | 5  | 5  | 0  |
| Uczestnicy konkursu | Queens                  | 0  | 0  | 0  |
| Uczestnicy konkursu | Isis Gee                | 24 | 12 | 12 |
| Uczestnicy konkursu | Man Meadow              | 12 | 2  | 10 |
| Uczestnicy konkursu | Afromental              | 7  | 3  | 4  |
| Uczestnicy konkursu | Plastic                 | 12 | 10 | 2  |
| Uczestnicy konkursu | Sandra Oxenryd          | 9  | 6  | 3  |
| Uczestnicy konkursu | Natasza Urbańska        | 15 | 8  | 7  |
| Uczestnicy konkursu | Margo                   | 9  | 1  | 8  |

Po raz pierwszy w historii polskich selekcji do Konkursu Piosenki Eurowizji zarówno komisja sędziowska, jak i widzowie, przyznali zwycięzcy największą liczbę dwunastu punktów.

## Faworyt OGAE Polska

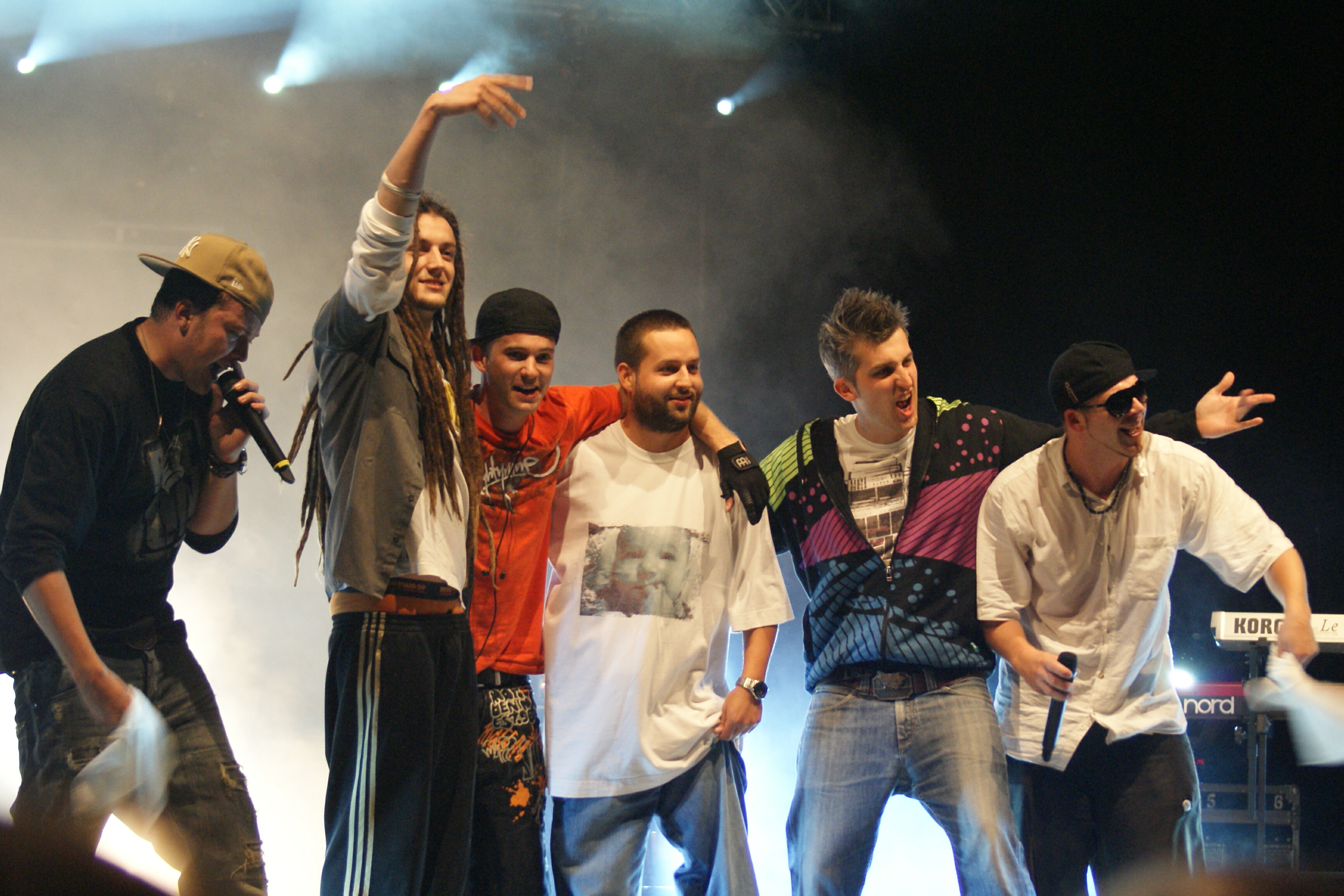
Afromental – zdobywcy 9. miejsca zarówno w rankingu OGAE Polska, jak i w finale preselekcji

Członkowie Stowarzyszenia Miłośników Eurowizji OGAE Polska tuż przed koncertem Piosenki dla Europy 2008 wytypowali swoich faworytów. Plebiscyt koordynował Dział Rozrywki – Tomasz Lener oraz Artur Onacki. Poniżej zaprezentowany został ogólny ranking członków stowarzyszenia, dotyczący wszystkich finalistów preselekcji.
1. Isis Gee – „For Life”
2. Izabela Kopeć – „You’ve Got My Life”
3. Sandra Oxenryd – „Superhero”
4. Margo – „Dlatego walcz”
5. Plastic – „Do Something”
6. Man Meadow – „Viva La Musica”
7. Kasia Nova – „The Devil”
8. Starnawski & Urban Noiz – „It’s Not a Game”
9. Afromental – „Thing We’ve Got”
10. Edi Ann – „Lovin’U”
11. Natasza Urbańska – „Blow Over”
12. Queens – „I Say My Body”

## Oglądalność
Polskie preselekcje „Piosenka dla Europy 2008” obejrzało średnio 2,7 miliona widzów.
- Piosenka dla Europy cz. 1 – 2,97 mln (udział 21,88%)
- Piosenka dla Europy cz. 2 – 2,33 mln (udział 18,60%)
- Piosenka dla Europy cz. 3 (ogłoszenie wyników) – 2,87 mln (udział 25,92%)